# Pain sous la Rome antique

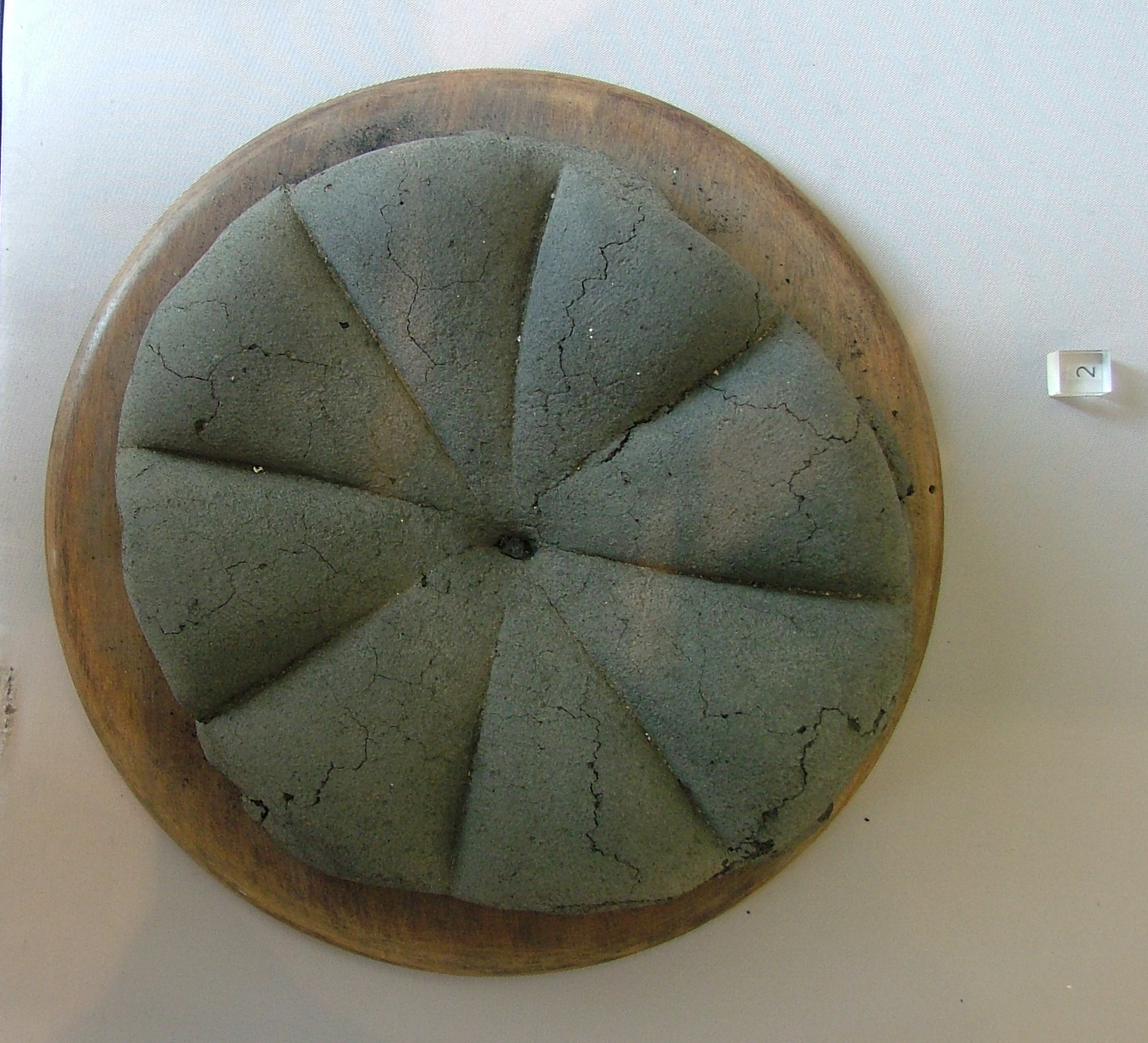
Pain découvert à Pompéi.

Le pain durant la Rome antique ne s'est vraiment répandu qu'à partir du Ve siècle av. J.-C. contrairement à ce qui se passait en Grèce. Auparavant, les Romains consommaient leurs céréales uniquement sous forme de bouillies, et ils considéraient le pain comme une spécialité grecque. D'abord préparé à la maison à partir de farine d'amidonnier, la fabrication du pain par les boulangers se répand au IIe siècle av. J.-C. et une trentaine de boulangeries, appelées pistrina, ont été dénombrées dans Pompéi détruite en 79 ap. J.-C. Sous le règne d'Auguste, on compte 329 boulangeries à Rome.
Le métier de boulanger reste confondu avec celui de meunier. La corporation dispose de nombreux privilèges mais elle est soumise à d’importantes contraintes. Peu à peu, le pain se démocratise et se diversifie pour répondre aux besoins de toutes les couches de la population, du pain de son pour les pauvres au pain blanc pour les plus riches. Pourtant, la technicité de la fabrication de pain n'atteint pas celle des Grecs même si le métier comporte une forte proportion de ceux-ci. Le pain finit par prendre une valeur sociologique importante comme en témoigne l'expression « Du pain et des jeux » (Panem et circenses) de Juvénal qui résume ce que le peuple de Rome demandait à ses dirigeants, lesquels assuraient régulièrement des distributions gratuites conformément à la Leges frumentariae qui gouvernait initialement la distribution des céréales.
Le somptueux tombeau du boulanger grec Vergilius Eurysaces, qui se trouve près de la porta Maggiore, sur les parois duquel sont sculptées des scènes de préparation du pain témoigne de cette histoire.

## Un sens religieux
Le terme « pain » dérive du latin panis. Caton l'Ancien utilise ce terme à la fois pour décrire le libum, le gâteau sacrificiel composé de farine, de fromage et d’œufs, et dans la description de la cérémonie de forme du mariage appelée confarreatio, l'utilisation du pain d'épeautre ou d'amidonnier, le farreus panis. La nourriture des vestales était composée de bouillies de céréales et de pain d'amidonnier.

## Les professionnels

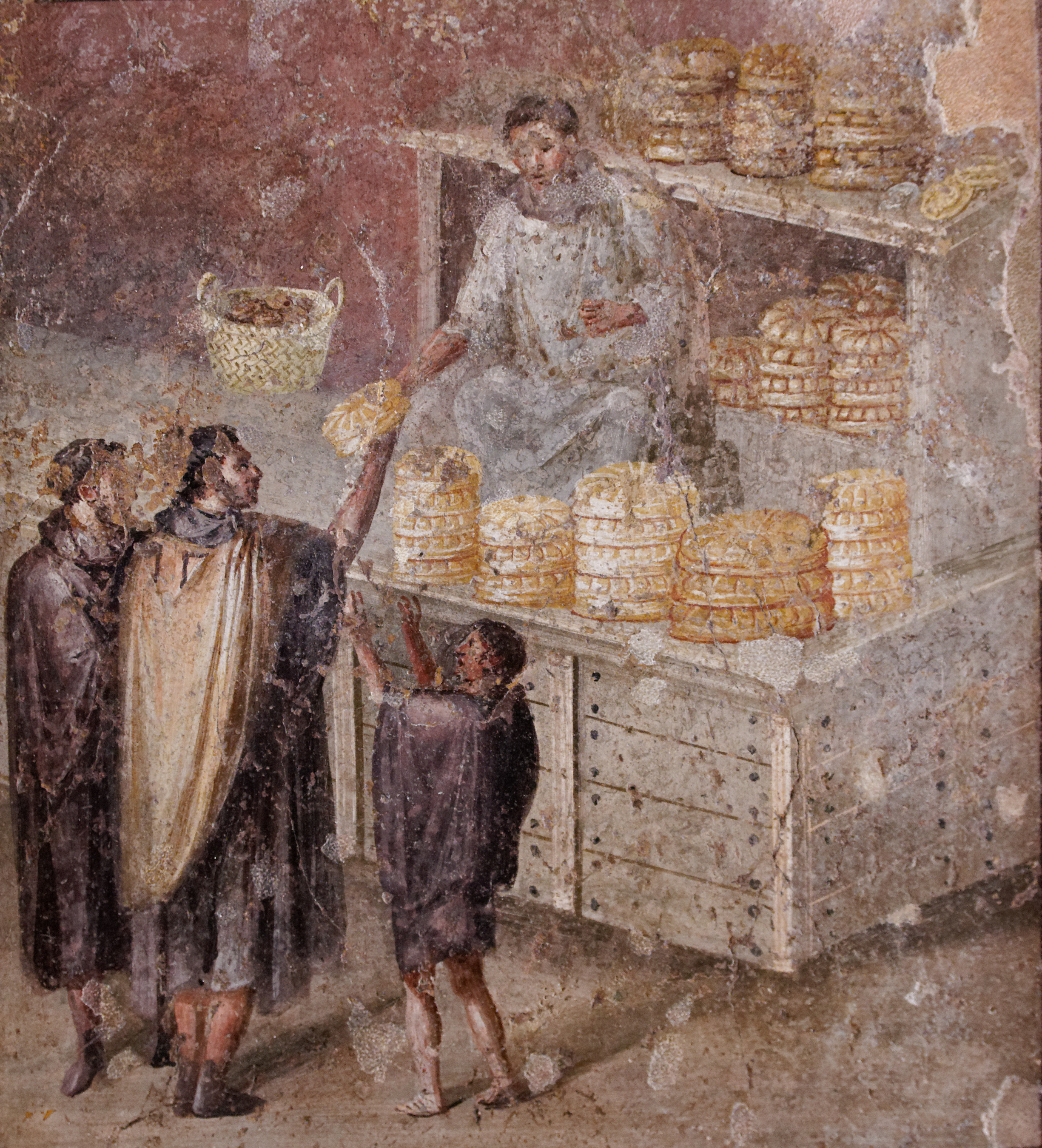
Pompéi, vente ou distribution de pain.

Initialement, la meunerie, la préparation de la pâte et la cuisson se déroulaient au même endroit. Sous Trajan, la confection de la pâte et la cuisson doivent être séparées pour des raisons sanitaires. En effet, il est préférable de préparer la pâte avec de l'eau propre, difficile à trouver dans les grandes villes comme Rome.
C’est souvent grâce aux meules que l’on a pu aisément identifier les ateliers de préparation de la pâte.